# 網紋奇蟾魚
網紋奇蟾魚（学名：Allenbatrachus reticulatus），為輻鰭魚綱蟾魚目蟾魚科的其中一種，分布於印度西太平洋區，包括緬甸、泰國、新加坡、馬來西亞及印尼蘇門答臘的鹹水及半鹹水水域，體長可達11公分，為底棲性魚類，廣鹽性，棲息在沿岸、河口區。

## 外部連結
網紋奇蟾魚的圖片